# Bandera (Texas)
Bandera város az USA Texas államában. Lakosainak száma 829 fő (2020. április 1.).

## Népesség
A település népességének változása:

| 2010 | 857 |
| 2020 | 829 |